# Râul Stânjaru
Râul Stânjaru este un curs de apă, afluent al râului Oarța. 